# Pleurolabus munroi
Pleurolabus munroi is een keversoort uit de familie bladrolkevers (Attelabidae). De wetenschappelijke naam van de soort werd in 1932 gepubliceerd door Marshall.